# Escola Americana
A Escola Americana foi uma instituição de ensino fundada no Brasil em 1876  por missionários religiosos norte-americanos. É o embrião da Universidade Mackenzie.
Esses mesmos missionários fundaram também a Igreja Presbiteriana do Brasil.
A Escola Americana recebeu a visita do imperador Pedro II em 1878.